# فولبمس (بلدة)

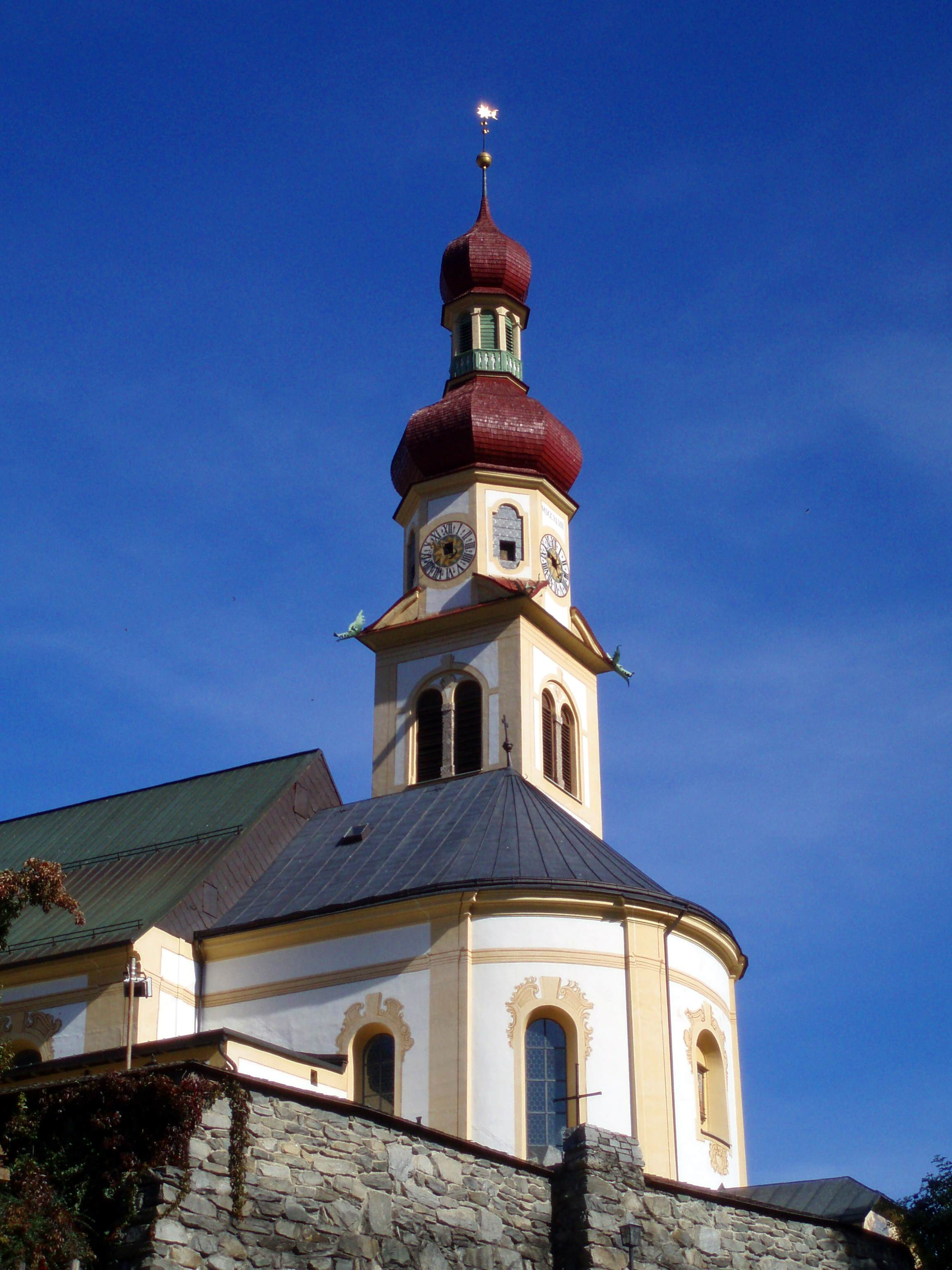
كنيسة في فولبمس

فولبمس هي قرية وبلدية في، وادي شتوبايتال,في ولاية تيرول، النمساوية. في عام 2015 كان عدد سكان فولبمس 4250 منهم 14.5% ليسوا نمساويوا الجنسية. فولبمس هي مركز لإنتاج الحديد في المنطقة وتقع في قاعدة منطقة شليك 2000 للتزلج.

## الجغرافيا
بلدية فولبمس تنتمي إلى منطقة إنسبروك لاند . وتبلغ مساحتها 16.77 كيلومتر مربع (6.47 ميل2), بارتفاع 936 متر (3,070 قدم).  البلديات المجاورة هي نويشتيفت إلى الغرب تلفس وميدرز إلى الشرق. فولبمس هي المحطة النهائية لخط السكك الحديدية الضيقة  شتوباي بان القادم من إنسبروك.

## القرى المجاورة
أكسامز، بريغيتس، ميدرز، غوتستز، غرينتسنز، تلفس في شتوبايتال، موترز، نويشتيفت في شتوبايتال، شونبرغ في شتوبايتال.

## الشخصيات
- هانز غروشباخر
- فرانتس دي باولا بنتس  (1707-1772)
- كليمنس هولتسمايستر  (1886-1983) مهندس معماري
- ميخاييل بفورتشيلر
- غريغور شليرنتساور المتزلج

## وسائل النقل
تتصل فولبمس بسائر بلدات وادي شتوبايتال وبمدينة إنسبروك (مركز ولاية تيرول) بوساطة خط الحافلة رقم 590 وبوساطة خط السكك الحديدية شتوباي بان STB.